# 베넬리 M3
베넬리 M3(Benelli Model 3)는 이탈리아의 바넬리사가 베넬리 M1, M2의 후계 모델로서 개발한 반자동/펌프액션 겸용 산탄총이다.

## 개요
이나샤 시스템로 불리는 반동을 이용한 특수한 세미 오토 기구(통상의 세미 오토 라이플의 다이렉트 블로백 기구)를 갖고 그동안 오토매틱 샷건의 약점으로 지적된 연속 발사 속도 늦음을 극복하고 있다. 게다가 후랑키 회사의 스파스 12와 같이 상황에 따라 펌프 액션 사격도 하기 위해 버스 패스 12를 넘어서속사성에 더해, SPAS12에 비해 1kg 가까이 무게를 줄여 지금까지의 숏 건과 하등 다름 없는 폼에 의한 처리의 장점을 가지고 있다. 하지만 세미 오토매틱 전용인 전 세대의 기종에 비하면 매미 펌프 변환 기구에 의한 중량 증가가 첨단부에 몰려 있어 약간 무게 균형은 나빠졌다고도 말하고 있다.
그러나 베넬리 M3 산탄총의 경우 일반형 베넬리 M3을 포함하여 스톡이 달린 권총 손잡이 모델이나 크롬 스테인레스 모델 등의 변형 모델도 존재하여 여러 국가에서 운용하고 있다. 실제로  미국의 경찰 기관을 비롯해 전 세계의 SWAT 팀이나 대한민국 국군을 비롯하여 여러 군대에서도 채용하고 있다. 또한 민간에도 유통된 사례도 있어서 실제로 일본 국내의 경우 젊은층의 소지자를 중심으로 사냥용,  슬러그 탄에 의한 정적 사격용으로 상당수가 유통되고 있다.

## 사용 국가
- 캐나다 JTF-2가 사용.

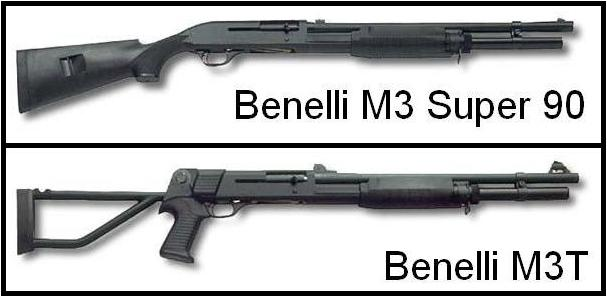

- 체코 체코 육군과 제601특수 부대 군이 사용
- 에스토니아
- 프랑스 프랑스 육군이 사용
- 아일랜드
- 인도네시아
- 일본 - 해상 자위대 등에서 운용.[1]
- 뉴질랜드뉴질랜드군이 사용
- 스페인
- 룩셈부르크
- 대한민국 - BAT(Bird Alert Team)에서 운용.[2]

## 성능
베넬리 M3

- 이름 : 베넬리 M3
- 제조국 :  이탈리아
- 설계·제조 : 베넬리
- 종류 : 산탄총
- 구경 : 12게이지
- 사용 탄약 : 12게이지(2.75 또는 3인치)
- 장탄수 : 7발
- 작동 방식 : 세미 오토매틱/펌프 액션
- 사정거리 :
- 중량 : 3.45kg
- 길이 :  1041mm

## 등장 작품
- 2SPICY

로렌스가 사용. Shorty사.
- TrueCombat:Elite

specops가 피스톨 그립자를 Assault이 AA1에서 사용 가능.
- 괴도 로얄-zero-

세미 오토 숏건의 이름으로 등장
- 카운터 스트라이크

양측 동시에 구입 가능.
- 바이오 해저드(GC판)

돌격 숏건의 명칭으로 등장.베네리 M4를 닮은 디자인에 커스텀되고 있다. 덧붙여 바이오 하자드 시리즈에서는 펌프 액션으로 밖에 사용할 수 없다.
- 바이오 해저드 3 LAST ESCAPE

총신이 아끼된 모델이 등장.
- 레지던트 이블 4

라이엇건으로 등장. 트랙터 부루 스톡 장비.
- 바이오 해저드 5

숏건/M3으로 등장.
- 우. BUSHIN

쇼트 모델이 등장.
- 퍼펙트 다크

"숏 건"의 모델링의 기초가 생각한다.
- Rainbow Six:Vegas

펌프 액션으로 사용, 레이저 사이트이나 라이플 스코프 등의 옵션도 존재
- 마ー세나리ー즈

러시아 마피아가 사용.
- 마ー세나리ー즈 2월드인 후레ー무스

가게에서 구입 가능.
- Paperman

M3 SUPER90이 등장. 9발 장전 가능.
- 풀 메탈 패닉?후모쯔후

소스케가 수박할 때에 사용.
- 일곱 오타크

## 같이 보기
- 베넬리 M4수 페루 90
- 해상 자위대의 개인 장비